# Маврай, Мергим
Мергим Маврай (алб. Mërgim Mavraj; род. 9 июня 1986, Ханау, Гессен) — албанский футболист, игравший на позиции защитника. Выступал за сборную Албании.

## Клубная карьера
Мергим Маврай, родившийся в семье выходцев из косовского Истока, начинал свою профессиональную карьеру в немецком клубе «Дармштадт 98». 18 марта 2006 года в матче против «Пфуллендорфа» в рамках Региональной лиги «Юг» он дебютировал на профессиональном уровне.
1 августа 2007 года Маврай перешёл в клуб Бундеслиги «Бохум» за 350 000 евро и присоединился к резервной команде клуба, выступавшей в Оберлиге «Вестфалия». 10 мая 2008 года Маврай дебютировал в Бундеслиге, заменив на 79-й минуте гостевого матча против «Карлсруэ» чешского защитника Павела Дрсека.

## Карьера в сборной
Мергим Маврай провёл 2 матча за молодёжную сборную Германии. Впервые Маврай был вызван в сборную Албании в преддверии товарищеского матча против сборной Северной Ирландии, намеченного на 3 марта 2010 года. Маврай принял его, но за день до начала подготовки к матчу пропал, что вызвало негативную реакцию со стороны Федерации футбола Албании и местных фанатов. Маврай объяснил своё поведение необходимостью дать ему время, чтобы определиться с выбором национальной сборной. Однако последующие трудности в карьере футболиста и вылет «Бохума» из Бундеслиги фактически лишили его шансов выступать за сборную Германии.
22 мая 2012 года Маврай дебютировал за главную национальную команду Албании в матче против сборной Катара, проходившем в Мадриде.

## Статистика выступлений

### В сборной
| Матчи и голы Мергима Маврая за сборную Албании | Матчи и голы Мергима Маврая за сборную Албании | Матчи и голы Мергима Маврая за сборную Албании | Матчи и голы Мергима Маврая за сборную Албании | Матчи и голы Мергима Маврая за сборную Албании | Матчи и голы Мергима Маврая за сборную Албании | Матчи и голы Мергима Маврая за сборную Албании |
| №                                              | Дата                                           | Место проведения                               | Соперник                                       | Счёт                                           | Голы                                           | Соревнование                                   |
| ---------------------------------------------- | ---------------------------------------------- | ---------------------------------------------- | ---------------------------------------------- | ---------------------------------------------- | ---------------------------------------------- | ---------------------------------------------- |
| 1                                              | 22 мая 2012                                    | Кампо-де-Вальекас, Мадрид                      | Катар                                          | 2:1                                            | —                                              | Товарищеский матч                              |
| 2                                              | 27 мая 2012                                    | Инёню, Стамбул                                 | Иран                                           | 2:1                                            | —                                              | Товарищеский матч                              |
| 3                                              | 15 августа 2012                                | Кемаль Стафа, Тирана                           | Молдова                                        | 0:0                                            | —                                              | Товарищеский матч                              |
| 4                                              | 7 сентября 2012                                | Кемаль Стафа, Тирана                           | Кипр                                           | 3:1                                            | —                                              | Квалификация ЧМ 2014                           |
| 5                                              | 11 сентября 2012                               | Свисспорарена, Люцерн                          | Швейцария                                      | 0:2                                            | —                                              | Квалификация ЧМ 2014                           |
| 6                                              | 12 октября 2012                                | Кемаль Стафа, Тирана                           | Исландия                                       | 1:2                                            | —                                              | Квалификация ЧМ 2014                           |
| 7                                              | 16 октября 2012                                | Кемаль Стафа, Тирана                           | Словения                                       | 1:0                                            | —                                              | Квалификация ЧМ 2014                           |
| 8                                              | 14 ноября 2012                                 | Стад де Женев, Женева                          | Камерун                                        | 0:0                                            | —                                              | Товарищеский матч                              |
| 9                                              | 22 марта 2013                                  | Уллевол, Осло                                  | Норвегия                                       | 1:0                                            | —                                              | Квалификация ЧМ 2014                           |
| 10                                             | 26 марта 2013                                  | Кемаль Стафа, Тирана                           | Литва                                          | 4:1                                            | —                                              | Товарищеский матч                              |
| 11                                             | 7 июня 2013                                    | Кемаль Стафа, Тирана                           | Норвегия                                       | 1:1                                            | —                                              | Квалификация ЧМ 2014                           |
| 12                                             | 14 августа 2013                                | Кемаль Стафа, Тирана                           | Армения                                        | 2:0                                            | —                                              | Товарищеский матч                              |
| 13                                             | 11 октября 2013                                | Кемаль Стафа, Тирана                           | Швейцария                                      | 1:2                                            | —                                              | Квалификация ЧМ 2014                           |
| 14                                             | 15 октября 2013                                | ГСП, Никосия                                   | Кипр                                           | 0:0                                            | —                                              | Квалификация ЧМ 2014                           |
| 15                                             | 5 марта 2014                                   | Стадион Нико Дована, Дуррес                    | Мальта                                         | 2:0                                            | —                                              | Товарищеский матч                              |
| 16                                             | 4 июня 2014                                    | Ференц Пушкаш, Будапешт                        | Венгрия                                        | 0:1                                            | —                                              | Товарищеский матч                              |
| 17                                             | 8 июня 2014                                    | Олимпийский стадион, Серравалле                | Сан-Марино                                     | 3:0                                            | 1                                              | Товарищеский матч                              |
| 18                                             | 7 сентября 2014                                | Муниципальный стадион, Авейру                  | Португалия                                     | 1:0                                            | —                                              | Квалификация ЧЕ 2016                           |
| 19                                             | 11 октября 2014                                | Эльбасан Арена, Эльбасан                       | Дания                                          | 1:1                                            | —                                              | Квалификация ЧЕ 2016                           |
| 20                                             | 14 октября 2014                                | Стадион «Партизана», Белград                   | Сербия                                         | +:-                                            | —                                              | Квалификация ЧЕ 2016                           |
| 21                                             | 14 ноября 2014                                 | Рут де Лорьян, Ренн                            | Франция                                        | 1:1                                            | 1                                              | Товарищеский матч                              |
| 22                                             | 18 ноября 2014                                 | Луиджи Феррарис, Генуя                         | Италия                                         | 0:1                                            | —                                              | Товарищеский матч                              |
| 23                                             | 29 марта 2015                                  | Эльбасан Арена, Эльбасан                       | Армения                                        | 2:1                                            | 1+1 авт.                                       | Квалификация ЧЕ 2016                           |
| 24                                             | 26 марта 2016                                  | Эрнст Хаппель, Вена                            | Австрия                                        | 1:2                                            | —                                              | Товарищеский матч                              |
| 25                                             | 29 мая 2016                                    | Профертил Арена, Хартберг                      | Катар                                          | 3:1                                            | —                                              | Товарищеский матч                              |
| 26                                             | 3 июня 2016                                    | Атлети Адзурри д’Италия, Бергамо               | Украина                                        | 1:3                                            | —                                              | Товарищеский матч                              |

Итого: 26 матчей / 3 гола; eu-football.info.